# Heathcote, New Jersey
Heathcote är en ort i Middlesex County, New Jersey i delstaten New Jersey, USA.